# Shuhei Tokumoto
Shuhei Tokumoto (徳元 悠平 Tokumoto Shuhei?), född 12 september 1995 i Okinawa prefektur, är en japansk fotbollsspelare.
Tokumoto började sin karriär 2018 i FC Ryukyu. Han spelade 66 ligamatcher för klubben. 2020 flyttade han till Fagiano Okayama.